# David Kimchi
David Kimchi, ook bekend onder het acroniem RaDaK (Narbonne, 1160 – aldaar, 1235) was een Joodse rabbijn, filoloog, en Bijbelexegeet.
David Kimchi was de zoon van de rabbijn Joseph Kimchi en de jongere broer van Moses Kimchi. Tussen 1205 en 1218 speelde hij een prominente rol in het openbare leven van Narbonne en maakte naam bij de verdediging van de goede naam van Rasji. In het conflict omtrent Maimonides reisde hij in 1232 naar Toledo om de steun van de leerlingen van Jehuda ibn Al-Fakar voor Maimonides te winnen. In de correspondentie tussen beide geleerden is Kimchi's verdediging van Maimonides te lezen, alsmede de kritiek van Ibn Al-Fakar.
Kimchi's eerste werk is een filologisch traktaat over de Hebreeuwse taal, Michlol („het geheel“). Dit werk is onderverdeeld in een grammatica en een lexicon. Dit laatste verscheen voor 1480 als Sefer ha-Schoraschim („Boek van de Wortels“). In deze boeken geeft hij een systematische samenvatting van het werk van zijn vader en zijn broer op het terrein van de Hebreeuwse grammatica. De Michlol was onconventioneel, maar werd in de zestiende eeuw door Elijah Levita sterk gepropageerd en is ook door de eerste christelijke hebraïsten als Johannes Reuchlin en Sebastian Münster gebruikt en vertaald (in het Latijn). Hun eigen filologisch werk bouwt voort op David Kimchi.
Een groot deel van het materiaal uit Michlol is samengevat in Et Sofer („Griffel van de Sofer (schrijver)“), een handboek voor kopiisten van de Bijbel. De vragen rond Qere en Ketiv (het onderscheid tussen de gelezen en geschreven letters) in de Masoretische Tekst van de Thora worden hier behandeld. Kimchi's exegetische activiteit begon met een commentaar op de boeken der Kronieken. Later schreef hij ook toelichtingen op Genesis, alle Profeten en op het boek der Psalmen. Zijn exegetische methode is die van de letterlijke historische exegese, de peshat. Zonder een degelijke filologische en grammaticale kennis kan de Bijbel niet correct worden uitgelegd. In reformatorische kringen werd hij hierom gewaardeerd. Zijn expliciete kritiek op de christelijke uitleg van sommige Psalmen werd hem echter niet in dank afgenomen.
Naast filoloog en exegeet was Kimchi ook filosofisch goed belezen. In exegetische en wetenschappelijke discussies treffen we bij hem hetzelfde nuchtere rationalisme aan als bij Avraham Ibn Ezra en Maimonides. In zijn exegetische werken treffen we ook geregeld filosofische opmerkingen aan, die het begrip van de tekst moeten bevorderen, maar ook blijk geven van een algemene religieuze belangstelling. 